# Bergrennen Parma–Poggio di Berceto

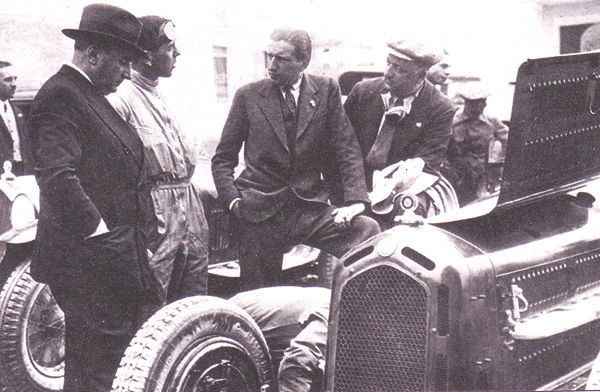
Eduardo Weber, Giulio Ramponi, Carlo Felice Trossi und Enzo Ferrari hinter einem Alfa Romeo 8C 2300 „Monza“ der Scuderia Ferrari beim Bergrennen 1933.

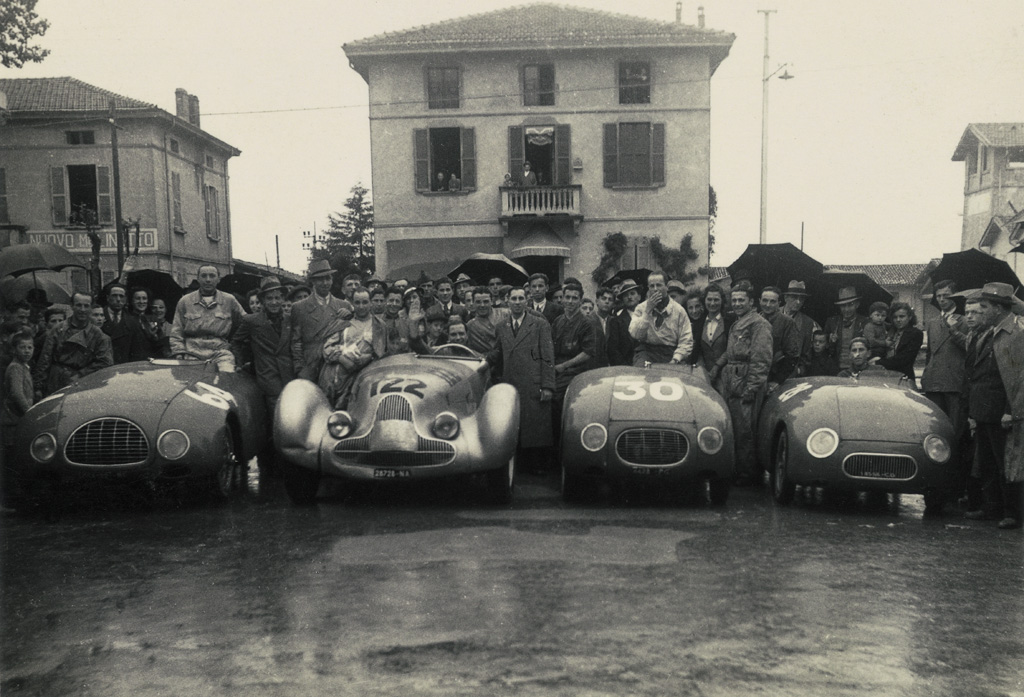
Das Stanguellini -Team beim Rennen 1939.

Das Bergrennen Parma–Poggio di Berceto war ein Bergrennen für Automobile und Motorräder, das zwischen 1913 und 1955 15-mal ausgetragen wurde und heute als Gleichmäßigkeitsrennen für Oldtimer veranstaltet wird.
Das Rennen führte in der italienischen Region Emilia-Romagna von der in der Po-Ebene gelegenen Stadt Parma in südwestlicher Richtung ins etwa 50 km entfernte Örtchen Berceto auf über 800 m s.l.m..
Für die großen italienischen Werke war das Bergrennen in der Zeit zwischen den Weltkriegen von großer Bedeutung, sodass z. B. Fiat oder Alfa Romeo mit Werksteams antraten. Das Parma–Poggio di Berceto 1919 ging als das erste Automobilrennen, an dem Enzo Ferrari als Pilot teilnahm, in die Geschichte ein. Er belegte auf einem CMN 15/20 HP den vierten Platz in der Kategorie bis 3000 cm³ Hubraum und wurde Gesamt-Elfter.
1921 wurde das Rennen erstmals auch für Motorräder ausgeschrieben. Den Gesamtsieg errang Biagio Nazzaro auf Harley-Davidson.
Nach dem Zweiten Weltkrieg gab es 1950 und 1955 weitere Auflagen des Rennens. Bei der 1955er Auflage kam es zu zwei schweren Unfällen. Vor Rennbeginn verunglückte in Fornovo ein Lastwagen, der zehn Carabinieri beförderte, die während der Veranstaltung die Strecke absichern sollten. Zwei Gendarmen wurden dabei getötet und weitere vier schwer verletzt. Beim Rennen selbst verunglückte der Fahrer Mario dalla Favera auf einem Ferrari 500 Mondial in der Nähe von Collecchio tödlich. Diese Unglücke sowie der Unfall beim 24-Stunden-Rennen von Le Mans 1955, der sich am selben Wochenende ereignete, führten zur Einstellung der Rennaktivitäten.
Im Jahr 1962 fand unter dem Namen XVI Parma–Poggio di Berceto ein Lauf zur Europa-Bergmeisterschaft statt. Dabei wurde jedoch nur der etwa 13 km lange Abschnitt zwischen Fornovo und dem Passo di Monte Cassio befahren. Sieger wurde Ludovico Scarfiotti auf Ferrari. 1966 fand auf derselben Strecke die offiziell 17. und letzte Auflage des Rennens statt.

## Liste der Gesamtsieger (1913–1955)
| Auflage | Datum         | Distanz   | Sieger              | Wagen                      | Zeit        | Durchschnitts- geschwindigkeit |
| ------- | ------------- | --------- | ------------------- | -------------------------- | ----------- | ------------------------------ |
| I       | 28. Sep. 1913 | 53,000 km | Vincenzo Marsaglia  | Aquila Italiana            | 43.10,6 min | 73,651 km/h                    |
| II      | 25. Juni 1914 | 53,000 km | Ernesto Ceirano     | S.C.A.T.                   | 40.36,8 min | 78,299 km/h                    |
| III     | 5. Okt. 1919  | 53,000 km | Antonio Ascari      | Fiat S 57/14B              | 38.11,2 min | 83,275 km/h                    |
| IV      | 30. Mai 1920  | 53,000 km | Giuseppe Campari    | Alfa Romeo 40-60 HP        | 38.25,4 min | 82,762 km/h                    |
| V       | 8. Mai 1921   | 50,900 km | Carlo Niccolini     | Fiat S 57/14               | 35.39,0 min | 85,666 km/h                    |
| VI      | 14. Mai 1922  | 50,825 km | Francesco Conelli   | Ballot Indy 4.5-L          | 35.35,4 min | 85,684 km/h                    |
| VII     | 13. Mai 1923  | 50,825 km | Gastone Brilli-Peri | Fiat S 57/14               | 35.26,6 min | 86,039 km/h                    |
| IIX     | 11. Mai 1924  | 50,900 km | Antonio Ascari      | Alfa Romeo RL SS           | 34.18,6 min | 89,012 km/h                    |
| IX      | 21. Mai 1933  | 50,930 km | Antonio Brivio      | Alfa Romeo 8C 2300 MM      | 31.37,2 min | 96,641 km/h                    |
| X       | 29. Apr. 1934 | 50,930 km | Nando Barbieri      | Alfa Romeo 8C 2300 „Monza“ | 31.08,2 min | 98,142 km/h                    |
| XI      | 16. Mai 1937  | 50,580 km | Mario Tadini        | Alfa Romeo 12C-36          | 25.51,0 min | 117,400 km/h                   |
| XII     | 30. Mai 1938  | 50,580 km | Emilio Villoresi    | Alfa Romeo                 | 26.37,0 min | 114,019 km/h                   |
| XIII    | 21. Mai 1939  | 50,627 km | Giosuè Calamai      | Alfa Romeo 6C 2500         | 31.40,6 min | 95,895 km/h                    |
| XIV     | 14. Mai 1950  |           | Giovanni Bracco     | Ferrari                    | 30.06,4 min | 100,596 km/h                   |
| XV      | 12. Juni 1955 | 50,5 km   | Willy Daetwyler     | Ferrari                    |             | 114,038 km/h                   |